# José Paulino Marecos Mouzinho de Albuquerque
José Paulino Marecos Mouzinho de Albuquerque OC • ComC • OA • ComA • GOA • MPBS • MOSD • MOCE (Porto, 27 de dezembro de 1885 - Lisboa, 8 de agosto de 1965) foi um distinto cavaleiro e atleta português.

## Família
Era filho de José Diogo Raposo Mouzinho de Albuquerque e de sua mulher Maria Henriqueta Burlamaqui Moreno Marecos ou Burlamaqui Pedegache Marecos.

## Biografia
Entre outras coisas foi Coronel de Cavalaria, Comandante da Guarda Nacional Republicana, da Legião Portuguesa e do Regimento de Cavalaria n.º 7, Adido Militar à Embaixada de Portugal em Paris e Diretor da Fábrica de Pólvora e Munições de Barcarena.
Faleceu no Hospital Militar Principal da Estrela, sendo sepultado no Cemitério do Alto de São João. No seu funeral, as almofadas com o chapéu e a espada, e com as condecorações, foram conduzidas, respectivamente, pelo Capitão Tavares de Almeida e pelo Tenente Francisco Ribeiro, do Regimento de Cavalaria da Guarda Nacional Republicana.
Foi o último varão da sua família. Com a sua morte, extinguiu-se a varonia da família Mouzinho de Albuquerque, bem como a de Albuquerque.

### Hipismo
Cavaleiro distinto, sobejamente conhecido em concursos internacionais e olímpicos, detentor de inúmeras medalhas de mérito concernentes à sua arte. Foi co-organizador do primeiro concurso hípico que se realizou em Portugal, na Tapada da Ajuda. Representou Portugal nos Jogos Olímpicos de 1924 em Paris e nos Jogos Olímpicos de 1928 em Amesterdão.
Em 1924, ele e seu cavalo, Hetrugo, ganharam a medalha de bronze enquanto integrantes da equipa portuguesa de salto equestre, que ficou em terceiro lugar, composta por si, por António Borges d'Almeida e por Hélder de Souza Martins, depois de na competição individual ter terminado em décimo-sétimo lugar, e no Prémio dos Campeões Olímpicos obteve o primeiro lugar.
Quatro anos depois, Mouzinho de Albuquerque e seu cavalo Hebraico, terminaram em sexto na competição de equipas de salto equestre, depois de terem terminado em décimo-nono lugar na competição individual, e a sua equipa ficou em quarto lugar.

### Condecorações
Foi Medalha de Prata de Bons Serviços (antes de 1946), Medalha de Ouro de Comportamento Exemplar, Medalha de Ouro de Serviços Distintos (depois de 1946) na Manutenção da Ordem, Medalha de Mérito da Cruz Vermelha, Oficial da Ordem Militar de Avis durante a Monarquia, Oficial da Ordem Militar de Cristo (11 de Abril de 1932), Cruz de 2.ª Classe da Ordem do Mérito Militar de Espanha (20 de Junho de 1935), Comendador da Ordem Militar de Avis (5 de Outubro de 1935), Oficial da Ordem Nacional da Legião de Honra de França (5 de Janeiro de 1940), Comendador da Ordem da Coroa de Itália (20 de Fevereiro de 1940), Comendador da Ordem Militar de Cristo (9 de Junho de 1941) e Grande-Oficial da Ordem Militar de Avis (4 de Dezembro de 1943), Grã-Cruz da Ordem de Carlos III de Espanha, etc.

## Casamento
Casou a 6 de Janeiro de 1911 com Maria Joana Rino de Avelar Froes (2 de Julho de 1890 - ?), filha do conhecido cavaleiro tauromáquico que foi amigo particular do Rei D. Carlos I, Vitorino de Avelar Froes e de sua mulher Júlia Máxima Pereira da Silva Rino, de quem não teve descendência.

## Ver Também
- Portugal nos Jogos Olímpicos